# Gisement de gaz d'Akkas
Le gisement de gaz d'Akkas est situé dans la province irakienne d'Al-Anbar, à proximité de la frontière syrienne. Découvert en 1992, avec des réserves estimées à 160 milliards de mètres cubes, ce gisement est exploité depuis 1993, notamment par la société sud-coréenne Korea Gas Corporation depuis 2010.
Capturé par le groupe État islamique en Irak pendant la seconde guerre civile irakienne, il est repris par l'armée irakienne en 2017. En mai 2023, la compagnie énergétique saoudienne Saudi Aramco entame des pourparlers avec le gouvernement irakien pour investir massivement dans ce gisement.